# 471 f.Kr.

## Händelser

### Efter plats

#### Grekland
- Den atenske politikern Themistokles förlorar folkets förtroende, dels på grund av sin arrogans, dels att han gärna tar emot mutor. Han blir därför landsförvisad och återvänder till Argos.
- Kolonin Pixunte (Pixous) grundas i Magna Graecia.